# Schicksalstage in Bangkok
Schicksalstage in Bangkok ist ein deutscher Fernsehfilm von Hartmut Griesmayr aus dem Jahr 2009 mit Suzanne von Borsody, die in der Hauptrolle Victoria Wessendorf verkörpert, deren Mann in Bangkok tödlich verunglückt ist. Dort angekommen, hat sie eine schicksalhafte Begegnung. Bettina Zimmermann, Guntbert Warns, Gertrud Roll und Franziska Neiding sind in tragenden Rollen besetzt.
Bei dem Film handelt es sich um eine Produktion von teamWorx im Auftrag der ARD Degeto. Das Drehbuch stammt von Renée und Rolf Karthee.

## Handlung

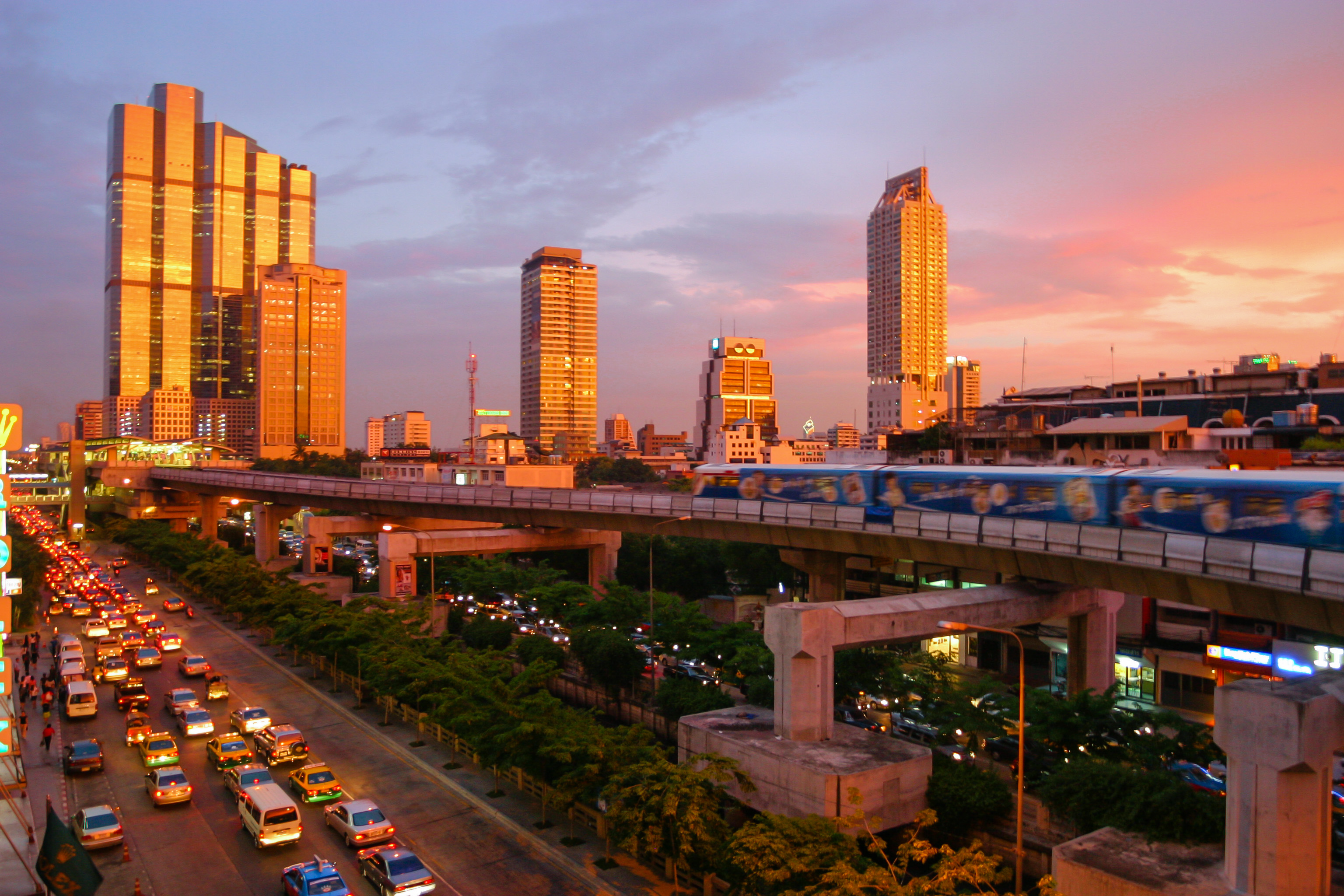
Skyline von Bangkok bei Sonnenuntergang

Sechs Wochen nach dem Unfalltod ihres Mannes Georg beschließt Victoria Wessendorf nach Bangkok zu fliegen, um sich vor Ort um die Angelegenheiten von Georg zu kümmern. Er hatte gerade ein teures Apartment erworben, das Vicky so schnell wie möglich veräußern möchte.
Einige Zwischenfälle lassen in Victoria den Verdacht entstehen, Georg könnte ein Verhältnis mit seiner Geschäftspartnerin June van Driel gehabt haben. Mit Hilfe von Georgs Sekretärin Elke Klein kann Vicky den Aufenthaltsort der Frau ausmachen. Bei ihrem Besuch dort trifft sie auf deren Mutter Harriet van Driel, die Geschäftsführerin der Immobilienfirma ist, in der auch June arbeitet. June van Driel ist gerade auf der Suche nach einer Privatlehrerin für ihre Tochter Anna. Die Bewerberin für diesen Posten wird zu diesem Zeitpunkt erwartet. Harriet van Driel hält Vicky für die angekündigte Bewerberin. Nachdem Vicky das Missverständnis zuerst aufklären will, lässt sie es dann auf sich beruhen und tut so, als sei sie diese Lehrerin, um so mehr über und von June van Driel zu erfahren.
June ist gerade unterwegs zur Teeplantage ihres Bruders Tim im Norden Thailands, wohin Vicky nun mitkommen soll. Zwischen Vicky und Anna entwickelt sich schnell ein inniges Verhältnis. Vicky gibt ihr Bestes und unterrichtet Anna unter anderem in Deutsch und im Klavierspiel. Sie soll ihr aber auch Chinesisch beibringen, was sie allerdings nicht beherrscht. Vicky behilft sich mit einem Wörterbuch, um wenigstens ein paar Brocken Chinesisch mit einem angereisten Geschäftsmann aus China sprechen zu können. Zu ihrer Erleichterung spricht dieser fließend Deutsch; sodass Vicky ihre wahre Identität weiterhin verbergen kann.
Unterdessen kündigt sich weiterer Besuch auf der Teeplantage an, ein gewisser Architekt namens Georg Wessendorf, Vickys totgeglaubter Ehemann. Vicky fällt aus allen Wolken und ist verzweifelt. Sie glaubt, dass der Tod ihres Mannes vorgetäuscht worden ist, um die wahren Verhältnisse zu verschleiern. In Wahrheit war es aber so, dass Georgs Sekretärin nur versäumt hatte, den bereits vor Georgs Tod gebuchten Flug zu stornieren.
Als die echte Bewerberin in der Immobilienkanzlei auftaucht, um ihre Bewerbungsunterlagen zurückzufordern, reist Harriet van Driel zur Plantage, um Vicky zur Rede zu stellen. Vicky gibt ihre wahre Identität preis und erfährt, dass June van Driel seit langem eine Beziehung mit Georg unterhält und dass aus dieser Verbindung Anna hervorgegangen ist. Auch hat June Georg das Apartment zum Geschenk gemacht – aus Liebe zu ihm und als Ort, wo er mit Anna leben kann, sollte sie ihre Krebserkrankung nicht überleben. Nachdem sie wieder eine Chemotherapie über sich ergehen lassen muss, sorgt sie sich um die Zukunft ihres Kindes.
Es kommt zur Aussprache zwischen Vicky und June. Nachdem Misstrauen den Anfang ihrer Bekanntschaft prägte, entwickelt sich nun zwischen beiden ein stillschweigendes Einvernehmen. Vicky entschließt sich, erst einmal in Thailand zu bleiben und die weitere Entwicklung von Junes Krankheit abzuwarten, um gegebenenfalls für Anna da zu sein. Sie holt June aus dem Krankenhaus ab, zusammen will man Annas Geburtstag feiern. Die Kleine freut sich sehr, als ihre Mutter Vicky mitbringt.

## Produktion, Veröffentlichung
Die Dreharbeiten begannen am 20. Mai 2008 in der Provinz Chiang Rai und Bangkok.
Der Film wurde am 10. April 2009 erstmals im Fernsehen im Programm der ARD Das Erste ausgestrahlt.

## Rezeption

### Einschaltquote
Mit 5,30 Millionen Zuschauern und einem Marktanteil von 18,3 Prozent – in der werberelevanten Gruppe der 14- bis 49-Jährigen wurden 7,3 Prozent erreicht – erreichte der Film gute Zuschauerwerte.

### Kritik
„Es ist wohl das Schicksal des Freitagabends im Ersten, dass dünne Groschenromangeschichten auf 90 Minuten breitgewalzt werden. Immerhin entschädigen auch diesmal fernwehfiebrige Landschaftspanoramen für die schwindsüchtigen Dialoge. Später: ‚Groschenheftschund in Fernwehkulisse.‘ Fazit: ‚Fern der Heimat, noch ferner vom echten Leben.‘“

„Anfangs tut man sich arg schwer, dem wirklichkeitsfernen Plot der Autoren Renée und Rolf Karthee (‚Die Alpenklinik‘) zu folgen. Zu Bildern, die an Landgänge des ‚Traumschiffs‘ erinnern, müht sich eine unterforderte Suzanne von Borsody gegen Handlung und teilweise unglaubwürdige Nebendarsteller ab. Als sich das Personal jedoch in die Klausur einer atemberaubend pittoresken Teeplantage begibt, weichen Klischees auf und die Handlung gewinnt an Komplexität. Kann es sein, dass beide Frauen im Recht sind? Wer ist hier überhaupt noch böse? Der ARD-Film auf dem federleichten Sendeplatz freitags um 20.15 Uhr überrascht in seiner zweiten Hälfte als spannende Psychostudie mit Suspense-Effekten. Dazu freut man sich über die offene Figurenzeichnung, die wertfrei eine Vielfältigkeit von Lebens- und Familienmodellen diskutiert.“